# Løgstør
Løgstør este un oraș în Danemarca.